# Aškerc
Aškerc je priimek v Sloveniji, ki ga je po podatkih Statističnega urada Republike Slovenije na dan 1. januarja 2010 uporabljalo 92 oseb in je med vsemi priimki po pogostosti uporabe uvrščen na 4.703. mesto.

## Znani nosilci priimka
- Alenka Aškerc Mikeln (*1943), ravnateljica OŠ Cirila Kosmača Piran 1988-2004; nacionalna koordinatorica UNESCO ASP mreže Slovenije
- Anka Aškerc (*1945), slovenska umetnostna zgodovinarka in konservatorka
- Anton Aškerc (1856 - 1912), slovenski epski pesnik, prevajalec, urednik in arhivar
- Anton Aškerc ml. (1910 - 1988), šolnik, kulturni in prosvetni delavec, ravnatelj celjske knjižnice
- Katarina Aškerc Zadravec, visokošolska pedagoginja
- Tone Aškerc, kulturni delavec, sin Antona ml.